# The Fighting Instinct
The Fighting Instinct è un cortometraggio muto del 1912 diretto da William Duncan.

## Produzione
Il film fu prodotto dalla Selig Polyscope Company.

## Distribuzione
Distribuito dalla General Film Company, il film - un cortometraggio di una bobina - uscì nelle sale cinematografiche statunitensi il 10 settembre 1912. Il 28 novembre dello stesso anno, venne distribuito anche nel Regno Unito.